# Lada Racing Club
Lada Racing Club (LRC) — компьютерная игра в жанре аркадных гонок, выпущенная компанией Geleos Media в 2006 году. Игровой процесс посвящён уличным гонкам в центре Москвы на автомобилях марки LADA.
Lada Racing Club называлась в числе самых ожидаемых российских игр, её разработка сопровождалась масштабной рекламной кампанией и подробно освещалась в игровой журналистике. После релиза Lada Racing Club получила крайне негативный отклик. Несмотря на то, что игра впоследствии характеризовалась как «самая крупная катастрофа в отечественной игровой индустрии», Lada Racing Club была крайне коммерчески успешной и заняла третье место по продажам в России в 2006 году.

## Разработка
Тема уличных гонок стала набирать популярность в массовой культуре 2000-х с выходом фильма «Форсаж». Вышедшая в конце 2003 года игра Need for Speed: Underground стала мировым бестселлером — к середине следующего года её продажи превысили 7 миллионов копий.
По словам руководителя компании Geleos Григория Григоряна, нелегальные гонки были увлечением многих сотрудников студии. Закончив работу над своей первой самостоятельной работой, аркадной игрой «Страусиные бега», разработчики решили реализовать свою давнюю идею о симуляторе гонок на российских автомобилях. Их целью был «грандиозный проект, который смог бы удивить игровую общественность». По словам Григоряна, договориться с «АвтоВАЗом» о лицензии им удалось за два дня до КРИ-2004, где была анонсирована Lada Racing Club.
В начале разработки студия Geleos состояла из руководителя, программиста, трёх художников и пиар-менеджера. Бюджет проекта составил 500 тысяч долларов США, четверть которого ушло на маркетинг. Среди прочих пиар-акций, разработчики обещали разыграть среди всех покупателей лицензионной копии Lada Racing Club тюнингованный автомобиль, чьё оснащение выбиралось голосованием на сайте игры. Готовящаяся к выходу к игра подробно освещалась в ведущих изданиях о компьютерных играх, где высказывались преимущественно оптимистичные ожидания. В ежемесячном журнале «PC Игры» на протяжении 9 выпусков публиковалась рубрика «Дневники разработчиков».
Сотрудники Geleos обещали, что благодаря использованию оригинальных чертежей «АвтоВАЗа» в игре будет воплощено реалистичное поведение автомобилей, зависящее от погодных условий, тюнинга и повреждений, но вместе с тем в Lada Racing Club будет присутствовать и аркадный режим. Анонсировалась возможность участия как в нелегальных, так и официальных гонках, а также игра за представителей дорожной полиции и наличие мультиплеера. По словам разработчиков, изначально они планировали воссоздать в игре всю территорию Москвы, но в итоге «решили ограничиться не всеми узнаваемыми улицами, а их большей частью», предполагая, что целиком город удастся воплотить с выходом третьей части игры, после чего команда сможет взяться за создание «GTA с российской спецификой». Утверждалось, что благодаря самостоятельно разработанному движку в игре будет «фотореалистичная» графика с применением глобального освещения и сглаживанием теней. Для удешевления производства Geleos создали для моделирования улиц Москвы отдельную студию графики в Киеве, что в итоге «вылилось в пролет всех сроков и очередное увеличение бюджета».
По результатам организованного разработчиками опроса о предпочтительном стиле музыки в игре, выбор пал на хип-хоп. Главную тему написала группа «Каста», остальную часть саундтрека составили треки «молодых и пока еще неизвестных, но талантливых рэп-исполнителей». Разработчики утверждали, что заключили соглашение с Русской медиагруппой, согласно которому в игру войдёт эфир 6 радиостанций с музыкой таких исполнителей как The Offspring и Linkin Park.
В марте 2005 года Lada Racing Club получила награду «Самая ожидаемая игра» на церемонии Gameland Award. Релиз был намечен на сентябрь того же года. В июле компания «АртиШок», разрабатывавшая движок игры, прекратила сотрудничество с Geleos. По утверждению Geleos, между компаниями было заключено устное соглашение, по которому «АртиШок» должен был получить 60 тысяч долларов США из прибыли от продаж Lada Racing Club, но глава «АртиШока» Николай Чиркoв потребовал выплатить сумму до релиза. В связи с этим Geleos договорилась с компанией Gaijin Entertainment о переносе игры на их движок Dagor Engine. По утверждению разработчиков, Lada Racing Club была сделана на движке версии 2.5, но данные в самой игре указывают на версию 1.0, ранее использовавшуюся в «Бумере: Сорванные башни».

### Релиз
Lada Racing Club вышла 15 марта 2006 года. В пресс-релизе, опубликованном вскоре после выхода игры, разработчики снова говорили о «фотографической картинке» и разнообразии режимов игры. Глава Gaijin Entertainment Антон Юдинцев назвал Lada Racing Club «одной из самых технологичных отечественных игр».

## Критика
| Русскоязычные издания | Русскоязычные издания |
| Издание               | Оценка                |
| --------------------- | --------------------- |
| Absolute Games        | 21 %                  |
| «PC Игры»             | 2/10                  |
| StopGame.ru           | 2,5/5                 |
| «Игромания»           | 1,5/10                |
| «Игры Mail.ru»        | 4,5/10                |
| «ЛКИ»                 | 19 %                  |
| «НИМ»                 | 1,8/10                |
| «Страна игр»          | 7,5/10                |
| «Шпиль!»              | 8/12                  |

LADA Racing Club получила крайне негативные отзывы и очень низкие оценки в игровой прессе. Игру называли «провалом года» и «чудовищно плохой даже по сравнению с машинами „АвтоВАЗа“».
Игра испытывала проблемы с производительностью вне зависимости от конфигурации компьютера и содержала множество багов. Немалая их часть была связана со звуковым оформлением, качество которого было невысоким. Устаревшая графика страдала от низкой детализации, некачественных текстур, отсутствия сглаживания и чрезмерного использования блума. Физика объектов зависела только от их скорости и массы, а все элементы окружения были неразрушаемыми: единственным деформируемым объектом в игре был автомобиль игрока. Искусственный интеллект заставлял хаотично перестраиваться машины в потоке, исчезающие при переключении на камеру заднего вида, и настолько плохо управлял соперниками, что те были неспособны вписываться в повороты, останавливались на пустой дороге и не всегда могли даже завершить гонку. Машины ДПС появлялись из ниоткуда и нагоняли игрока вне зависимости от его скорости, а при столкновении с препятствием могли буксовать на месте по нескольку минут. Данные, отображаемые на индикаторе повреждений и здоровья водителя, никак не влияли на игровой процесс, как и большинство улучшений машины. На прохождение режима карьеры уходило около трёх часов, после чего игрок просто попадал в главное меню. Игра в режиме «быстрый заезд» происходила на одной машине и одной трассе. Соревнования по дрифтингу, режим игры за милиционеров и мультиплеер в Lada Racing Club отсутствовали.
Журнал «Страна игр» поместил LADA Racing Club на обложку апрельского номера, оценив игру на 7,5 баллов из 10. Причинами для высокой оценки стали «тщательно воссозданный кусочек Москвы» и «хорошие модели машин». Этот обзор, оказавшийся единственным положительным в российской игровой прессе, вызвал скандал; редакция принесла извинения за него и следующие два года не сотрудничала с его автором. В «PC Играх», до релиза посвятивших игре десятки страниц, рецензия на игру не печаталась.
Разработчики обвинялись в намеренном завышении цены: два из четырёх дисков занимал устанавливаемый в папку с игрой неиспользуемый файл размером более 1,4 Гбайт. Разработчики писали, что файл содержит данные для готовящегося дополнения к игре, но вскоре удалили публикацию. Вероятно, уменьшение объёма игры произошло при её переносе на новый движок: «В связи с переходом на новую технологию нам пришлось пожертвовать многим, например, первым лодом геометрии и текстур города». Поскольку цена на диски с играми находилась в прямой зависимости от количества носителей, её выход на одном CD мог оказаться нерентабельным. Розыгрыш автомобиля разработчики также пообещали провести после выхода дополнения, которое впоследствии так и не было выпущено.
При подведении итогов 2006 года портал Absolute Games включил Lada Racing Club в тройку худших игр года, а читатели отдали ей наибольшее количество голосов в этой номинации.
По словам Ольги Сауленко, пиар-менеджера Lada Racing Club, негативный отклик на игру был вызван необоснованно завышенными ожиданиями публики: «Вплоть до самого релиза мы так и не смогли откреститься от образа „убийцы НФС“, который выдумали поклонники игры… Даже официальные заявления не спасали ситуацию… …Игроки с самого начала ждали идеальную, максимально реалистичную игру-сказку, в то время как мы, разработчики, обещали несколько иное». Рецензии журналистов, по её мнению, были необъективными: «…сложилось впечатление, что многие наши журналисты поддались стадному инстинкту… О самой игре не было ни слова — только брызги желчной слюны».
Несмотря на критику, продажи игры стартовали относительно успешно. По словам Сауленко, в магазины в первый день было отгружено 160 тысяч копий игры, на декабрь 2006 года было продано более 300 тысяч копий. Всего 70 из них были возвращены.
Официальный форум игры перестал работать через два дня после релиза. Сама Geleos Media закрылась через два года после выхода игры.